# Laidback Luke
Laidback Luke születési nevén: Lucas Cornelis van Scheppingen (Manila, 1976. október 22.) holland lemezlovas, zeneszerző és zenei producer.

## Diszkográfia
Saját szerzemények
| Év   | Szerzemény                 | Előadó                                                   | Album                                                       |
| ---- | -------------------------- | -------------------------------------------------------- | ----------------------------------------------------------- |
| 1998 | "Double 0"                 | Laidback Luke                                            | Double 0 - EP                                               |
| 2002 | "Pass The Fury"            | Laidback Luke                                            | Fuck The Revolution/Pass The Fury                           |
| 2003 | "We can not get enough"    | Laidback Luke ft. Mc Marxman                             | Windmill Skill                                              |
| 2006 | "Don't Let Go"             | Laidback Luke feat. Paul V.K.                            | Laidback Luke & Marchand Present Highstreets – Don't Let Go |
| 2006 | "Otherwize Then"           | Steve Angello & Laidback Luke                            |                                                             |
| 2007 | "Killing the Kitchen"      | Laidback Luke                                            |                                                             |
| 2007 | "Show Rocker"              | Laidback Luke                                            |                                                             |
| 2007 | "Hypnotize"                | Laidback Luke & Stephen Granville                        | Hypnotize - EP                                              |
| 2007 | "Get Dumb"                 | Axwell, Steve Angello, Sebastian Ingrosso, Laidback Luke |                                                             |
| 2007 | "Ambition"                 | DJ DJG & Laidback Luke                                   |                                                             |
| 2007 | "Be"                       | Steve Angello & Laidback Luke                            |                                                             |
| 2007 | "Rocking With The Best"    | Laidback Luke                                            |                                                             |
| 2007 | "Break The House Down"     | Laidback Luke                                            |                                                             |
| 2007 | "Chaa Chaa"                | Sebastian Ingrosso & Laidback Luke                       |                                                             |
| 2008 | "Generation Noize"         | Laidback Luke, Roman Salzger & Boogshe                   |                                                             |
| 2008 | "Shake It Down"            | Laidback Luke & A-Trak                                   |                                                             |
| 2008 | "Show"                     | Laidback Luke & Tom Stephan feat. Romanthony             |                                                             |
| 2008 | "Down With The Mustard"    | Laidback Luke                                            |                                                             |
| 2009 | "Show Me Love"             | Steve Angello & Laidback Luke feat. Robin S              |                                                             |
| 2009 | "Leave The World Behind"   | Swedish House Mafia, & Laidback Luke feat. Deborah Cox   | Leave the World Behind - EP                                 |
| 2009 | "Blau!"                    | Laidback Luke & Lee Mortimer                             | Blau!                                                       |
| 2009 | "My G*O*D* (Guns On Demo)" | Laidback Luke                                            | My G*O*D*                                                   |
| 2009 | "Step By Step"             | Gregor Salto & Laidback Luke                             |                                                             |
| 2009 | "Shine Your Light"         | Gregor Salto & Laidback Luke                             |                                                             |
| 2009 | "Hey!"                     | Laidback Luke & Diplo                                    | Hey!                                                        |
| 2009 | "Jackit"                   | Nouveau Yorican (Laidback luke & Gina Turner)            |                                                             |
| 2010 | "Boriqua"                  | Nouveau Yorican (Laidback luke & Gina Turner)            |                                                             |
| 2010 | "Chiuso"                   | Nouveau Yorican (Laidback luke & Gina Turner)            |                                                             |
| 2010 | "Timebomb"                 | Laidback Luke feat. Jonathan Mendelsohn                  |                                                             |
| 2010 | "Till Tonight"             | Laidback Luke feat. Jonathan Mendelsohn                  | Till Tonight (feat Jonathan Mendelsohn)                     |
| 2010 | "Indestructible"           | Robyn & Laidback Luke                                    | Body Talk                                                   |
| 2011 | "Turbulence"               | Laidback Luke & Steve Aoki feat. Lil Jon                 | Turbulence (Radio Edit) [feat. Lil Jon] - Single            |
| 2011 | "Mortal Comeback"          | Laidback Luke feat. Lady Bee                             |                                                             |
| 2011 | "Speak Up"                 | Laidback Luke feat. Wynter Gordon                        | Speak Up - Single                                           |
| 2011 | "Natural Disaster"         | Laidback Luke vs. Example                                | Natural Disaster - Single                                   |
| 2011 | "Who's Wearing the Cap"    | Laidback Luke & Sander van Doorn                         | Who's Wearing the Cap - Single                              |
| 2012 | "Trilogy"                  | Laidback Luke feat. Norman Doray & Arno Cost             | Trilogy - Single on Mixmash Records                         |
| 2012 | "1234"                     | Laidback Luke feat. Chuckie & Martin Solveig             | 1234 - Single on Mixmash Records                            |
| 2012 | "We Are The Stars"         | Laidback Luke feat. Martel                               | We Are The Stars - Single on Mixmash Records                |
| 2012 | "Night Like This"          | Laidback Luke & Angger Dimas feat. Polina                | Night Like This - Single on Mixmash Records                 |

Remixek
- 1996: Green Velvet - The Stalker (LBL Remix)
- 1998: Lambda - Hold on tight (LBL Remix)
- 2002: Damon Wild & Tim Taylor - Bang The Acid
- 2002: Green Velvet - Land Of The Lost
- 2003: Daft Punk - Crescendolls (LBL Remix)
- 2004: Steve Angello - Voices (LBL Remix)
- 2004: Jaimie Fanatic - B Boy Stance
- 2005: MYPD - You're Not Alone (LBL Remix)
- 2006: Hardrox - Feel The Hard Rock (LBL Remix)
- 2006: Another Chance - The Sound Of Eden (LBL Remix)
- 2007: TV Rock vs Dukes Of Windsor - The Others (LBL Remix)
- 2007: DJ DLG & Laidback Luke - Ambition (LBL Remix)
- 2007: David Guetta feat. Cozi - Baby When The Light (LBL Remix)
- 2007 Denis Naidanow - Ascension ( LBL Remix )
- 2008: Natalie Williams - U Don't Know (LBL Remix)
- 2008: Roger Sanchez - Again (LBL Remix)
- 2008: Paul Johnson - Get Get Down (LBL Remix)
- 2008: Juice String - Sex Weed (LBL Remix)
- 2008: David Guetta feat. Tara McDonald - Delirious (LBL Remix)
- 2008: TV Rock feat. Rudy - Been A Long Time (LBL Remix)
- 2008: Steve Angello - Gypsy (LBL Remix)
- 2008: Underworld - Ring Road (LBL Remix)
- 2008: The Black Ghosts - Repetition Kills You (LBL Remix)
- 2008: Martin Solveig - I Want You (LBL Remix)
- 2008: Roger Sanchez feat. Terri B - Bang That Box (LBL Remix)
- 2008: Hervé (DJ) - Cheap Thrills (LBL Bootleg)
- 2008: Madonna vs Dirty South - 4 Minutes To Let It Go (LBL Bootleg)
- 2008: Joachim Garraud - Are U Ready (LBL Remix)
- 2008: Bob Sinclar - Gymtonic (LBL Bootleg)
- 2008: Chromeo - Fancy Footwork (LBL Remix)
- 2008: Beyoncé - Me, Myself & I (LBL Bootleg)
- 2008: Coldplay - Viva La Vida (LBL Bootleg)
- 2008: Tocadisco - Streetgirls (LBL Remix)
- 2008: Surkin - White Knight Two (LBL Remix)
- 2008: Zombie Nation - Kernkraft 400 (LBL Bootleg)
- 2008: Daft Punk - Teachers (LBL Rework)
- 2008: Dada Life - Rubber Band Boogie (LBL Remix)
- 2008: Ray Parker Jr. - Ghostbusters Theme (LBL Remix)
- 2009: Notorious B.I.G. feat. Puff Daddy & Mase - Mo Money Mo Problems (LBL Bootleg)
- 2009: David Guetta feat. Kelly Rowland - When Love Takes Over (LBL Remix)
- 2009: Nas - Made You Look (LBL Bootleg)
- 2009: Tiesto - I Will Be Here (LBL Remix)
- 2009: MSTRKRFT feat. John Legend - Heartbreaker (LBL Remix)
- 2009: Junior Sanchez feat. Good Charlotte - Elevator (LBL Remix)
- 2009: Avicii - Ryu (LBL Edit)
- 2009: The Black Eyed Peas - I Gotta Feelin' (LBL Remix)
- 2009: Dizzee Rascal feat. Chrome - Holiday (LBL Remix)
- 2009: Martin Solvieg feat. Dragonette - Boys & Girls (LBL Remix)
- 2009: Sandro Silva - Prom Night (LBL Remix)
- 2009: Depeche Mode - Fragile Tension (LBL Remix)
- 2009: Robbie Rivera - Rock The Disco (LBL Edit)
- 2009: Calvin Harris - You Used To Hold Me (LBL Remix)
- 2009: System F - Out of The Blue 2010 (Laidback Luke Remix)
- 2009: Korgis - Need Your Lovin' (Laidback Luke Remix)
- 2010: Wynter Gordon - Dirty Talk (Laidback Luke Remix)
- 2010: Jay-Z feat. Swizz Beatz - On To The Next One (Laidback Luke Bootleg)
- 2010: Moby - Wait For Me (Laidback Luke Remix)
- 2010: Christina Aguilera - Not Myself Tonight (Laidback Luke Remix)
- 2010: Carte Blanche Feat. Kid Sister - Do! Do! Do! (Laidback Luke Remix)
- 2010: Bad Boy Bill feat. Eric Jag - Got That Feeling (Laidback Luke Remix)
- 2010: Lil' Jon feat. Kee - Give It All You Got (Laidback Luke Remix)
- 2010: Steve Angello vs. Dr. Dre - Knas Episode (Laidback Luke & Junior Sanchez Mashup)
- 2010: Afrojack Vs. Radioclit Vs. Armand van Helden - I Want Your Divine Control (Laidback Luke Mash Up)
- 2010: iSquare - Hey Sexy Lady (Laidback Luke Remix)
- 2011: SHM vs. Bingo Players - Save Everything Tonight (Laidback Luke Mashup)
- 2011: Benny Benassi feat. Gary Go - Cinema (Laidback Luke Remix)
- 2011: Alice Deejay - Better Off Alone (Laidback Luke Bootleg)
- 2011: Katy Perry - Last Friday Night (T.G.I.F.) (Laidback Luke Bootleg)
- 2011: Jump Jump Dance Dance - 2.0 (Laidback Luke Remix)
- 2011: Laura LaRue - Un, Deux, Trois (Laidback Luke Remix)
- 2011: Skream feat. Sam Frank - Where You Should Be (Laidback Luke Remix)
- 2011: Anjulie - Brand New Bitch (Laidback Luke Remix)
- 2011: GTA feat. Zashanell - U & I (Laidback Luke Remix)
- 2011: Chris Brown feat. Benny Benassi - Beautiful People (Laidback Luke Edit)
- 2011: Patric La Funk - Time And Time Again (Laidback Luke Edit)
- 2011: Kanye West feat. Rihanna - All Of The Lights (Mata vs Laidback Luke Edit)
- 2011: Pitbull feat. Marc Anthony - Rain Over Me (Laidback Luke Remix)
- 2011: David Guetta feat. Nicki Minaj - Turn Me On (David Guetta & Laidback Luke Remix)
- 2012: Aaron Smith ft. Luvli - Dancin' (Laidback Luke Remix)
- 2012: Madonna feat. M.I.A. & Nicki Minaj "Give Me All Your Luvin" (Laidback Luke Remix)
- 2012: Felix Cartal ft Polina "Dont Turn On The Lights" (Laidback Luke Remix)
- 2012: Tiesto ft Dino - Beautiful World (Laidback Luke Remix)
- 2012: Congorock - Ivory (Laidback Luke Edit)
- 2012: Sub Focus feat. Alice Gold - Out The Blue (Laidback Luke Remix)
- 2012: Steve Aoki feat. Lil Jon & Chiddy Bang - Emergency (Laidback Luke Remix)
- 2012: Sato Goldschlag feat. Wynter Gordon - Hey Mr. Mister (Laidback Luke Remix)
- 2012: Madonna - Turn Up The Radio (Laidback Luke Remix) (feat. Far East Movement)
- 2012: Rita Ora - How We Do (Party) (Laidback Luke Club Remix)
- 2012: Laidback Luke - Cambodia (Original Mix)

## Külső hivatkozások
- Hivatalos weboldal[halott link]
- Laidback Luke a discogs.com honlapján.